# ديفيد (لاعب كرة قدم)
ديفيد هو لاعب كرة قدم برازيلي، ولد في 10 يوليو 1999. لعب مع أتلتيكو باراناينسي.